# ランカスター大学ライプツィヒ校
ランカスター大学ライプツィヒ校（ランカスターだいがくライプツィヒこう、英語: Lancaster University Leipzig）は、2020年に設立されたドイツ・ザクセン州ライプツィヒにあるランカスター大学の分校。ランカスター大学はドイツにキャンパスを持つ初の英国公立大学となった。本国英国のランカスター大学と同じカリキュラムをドイツで学ぶことができるところが魅力。

## 歴史
ランカスター大学は、ヨーロッパの多くの都市を検討した結果、高度な経済成長、学生人口の増加、観光の魅力などを理由に、ライプツィヒを新しいキャンパスの場所に決定した。これは、すでに中国、ガーナ、マレーシアに大学を設置していた英国の大学にとって、4番目の海外キャンパスとなった。
Lancaster University Leipzig has a diverse international student body with more than 45 nationalities. 50% of the students are originally from non-EU countries, 35% from other EU countries and 15% from Germany.

## キャンパス
新しいキャンパスはライプツィヒ中心部のシュトローザックパサージュにある。オフィスは、ハイブリッド授業に適した教育の場を提供することを目的として改装された。

## 教育
すべての授業は英語で教えられる。ドイツ語を話せない学生には、ドイツ語コース (A1 レベル) が無料で提供される。
ファウンデーションプログラム: 直接学位を取得するための入学要件を満たしていない学生向けに設計されている。
- Foundation in Business
- Foundation in Computer Science

学士課程：
- BSc (Hons) Accounting and Finance
- BSc (Hons) Business Management
- BSc (Hons) Computer Science
- BSc (Hons) Software Engineering